# راینر کلیمکه
راینر کلیمکه (به آلمانی: Reiner Klimke) ورزشکار مرد رشتهٔ سوارکاری اهل کشور آلمان است. وی در بین سال‌های ‎۱۹۶۴ تا ۱۹۸۸ میلادی در مسابقات بازی‌های المپیک تابستانی در مجموع ۸ مدال، شامل ۶ مدال طلا و ۲ برنز را کسب کرد.